# Prenčov
Prenčov je obec na Slovensku v okrese Banská Štiavnica v Banskobystrickém kraji.
Obec Prenčov se nachází přibližně 15 km jižně od historického města Banská Štiavnica. Obec leží v Prenčovskej kotline, jižně od vrchu Sitno (1009 m n. m.), nejvyššího vrcholu Štiavnických vrchů.
První písemná zmínka o obci je z roku 1266 pod jménem Princh.

## Kultura
Každoročně se od roku 2001 v Prenčově (a dalších obcích Mikroregionu Južné Sitno) konají kulturní slavnosti pod názvem Podsitnianske dni hojnosti. Slavnosti jsou zaměřené na návrat k lidovým tradicím a zvykům.
K příležitosti stému výročí úmrtí faráře Andreje Kmetě byl rok 2008 vyhlášen jako Rok Andreja Kmeťa. V obci se nachází památní tabule věnovaná jeho památce a v roce 1991 zde byla vybudována Pamätná izba Andreja Kmeťa.

## Osobnosti
- Andrej Kmeť – Prenčovský farář, archeologický výzkumník